# IC 3587
IC 3587 ist eine Spiralgalaxie vom Hubble-Typ Scd im Sternbild Coma Berenices am Nordsternhimmel, die schätzungsweise 328 Millionen Lichtjahre von der Milchstraße entfernt ist.
Das Objekt wurde am 23. März 1903 von Max Wolf entdeckt.